# La Colmena, Martínez de la Torre
La Colmena är en ort i Mexiko.   Den ligger i kommunen Martínez de la Torre och delstaten Veracruz, i den sydöstra delen av landet, 230 km öster om huvudstaden Mexico City. La Colmena ligger 43 meter över havet och antalet invånare är 584.
Terrängen runt La Colmena är platt åt nordväst, men åt sydost är den kuperad. Runt La Colmena är det ganska tätbefolkat, med 222 invånare per kvadratkilometer. Närmaste större samhälle är Martínez de la Torre, 6,2 km väster om La Colmena. Omgivningarna runt La Colmena är en mosaik av jordbruksmark och naturlig växtlighet.